# جيرمين هول
جيرمين هول (بالإنجليزية: Jermaine Hall)‏ مواليد 24 نوفمبر 1980 في دبلن، هو لاعب كرة سلة أمريكي. بدأ مسيرته الاحترافية في سنة 2004. يحمل الرقم 24. يبلغ طوله 6 قدم 5 بوصة (2.0 م). لعب مع نادي كشالين لكرة السلة في الدوري البولندي لكرة السلة.

## روابط خارجية
- جيرمين هول على موقع كرة السلة الأوروبية.كوم (الإنجليزية)
- جيرمين هول على موقع كلية كرة السلة في سبورتس رفرنس.كوم (الإنجليزية)
- جيرمين هول على موقع ريلجم (الإنجليزية)
- جيرمين هول على موقع بروبوليرز (الإنجليزية)